# سیارک ۱۱۵۴۷۷
سیارک ۱۱۵۴۷۷ (به انگلیسی: 115477 Brantanica، نامگذاری:2003UK8) صد و پانزده هزار و چهارصد و هفتاد و هفتمین سیارک کشف شده‌است که در ۱۹ اکتبر ۲۰۰۳ کشف شد.